# Drymodromia simplex
Drymodromia simplex är en tvåvingeart som beskrevs av Smith 1969. Drymodromia simplex ingår i släktet Drymodromia och familjen dansflugor. Inga underarter finns listade i Catalogue of Life.